# Vlasta Depetrisová
Vlasta Depetrisová (20. prosince 1920 Plzeň — 23. října 2003 tamtéž) byla československá hráčka stolního tenisu. Na mistrovství světa ve stolním tenisu vyhrála dvouhru v roce 1939 a byla druhá v roce 1938, dvě zlaté medaile získala ve čtyřhře s Věrou Votrubcovou v letech 1937 a 1938 a byla také členkou vítězného československého ženského družstva v roce 1938. Po válce byla na MS dvakrát finalistkou smíšené čtyřhry: v roce 1947 s Adolfem Šlárem a v roce 1948 s Bohumilem Váňou. O tehdejší kvalitě československého stolního tenisu svědčí, že se nikdy nestala mistryní republiky ve dvouhře, vyhrála jen soutěž družstev s klubem Viktoria Plzeň. V roce 2015 byla uvedena do Síně slávy českého stolního tenisu.
Podle svých manželů bývá uváděna také pod jménem Pokorná-Depetrisová nebo Vlková-Depetrisová.